# Плави Туркијци
Плави Туркијци (тур. Göktürks — Небески или Плави Туркијци) били су номадски племенски савез који је средином 6. века настао у централној Азији.

## Историја

### Порекло
Туркијци у ширем смислу обухватају све народе који говоре туркменским (туркијским) језицима. Сматра се да потичу од номадских племена из централне Азије, Алтаја и Џунгарије. Рана историја Туркијаца, као и свих народа централне Азије, обавијена је легендама. Кинески извори помињу их (од 1400. п. н. е., а нарочито од 200. п. н. е.) као ратоборна номадска племена Hiung-nu или Hsiung-nu. Име Туркијци јавља се први пут у 6. веку: код кинеских хроничара у облику Tu-küe, у изворима грчких писаца као Туркос (грч. Τούρκοι), док је у 8. веку у туркијским изворима (орхонски натписи у Монголији) назив Туркијци синоним за групу племена Огузи.

### Туркијски каганат
Пошто су 552—555. покорили номадски племенски савез Џуан-Џуан (енгл. Juan-Juan), Туркијци су под каганом Бумином (тур. Bumin, кин: Tu-men) основали своју државу-каганат у области Седморечја (рус. Семиречъе), седам река које утичу у језеро Балкаш, која се ширила према истоку и западу. У саставу те државе, која није била јединствена, налазило се више племенских група Туркијаца, свака са својим каганом. Око 570. власт Туркијског каганата захватала је централну Азију од Монголије и северних граница Кине до Црног мора. Развој унутрашње и спољне трговине ојачао је политичке и културне везе са народима средње Азије и Алтаја, с Кином, Ираном и Византијом, али око 580. каганат се распао на источни и западни. Кинези су 630. освојили Источни, а 658. и Западни туркијски каганат, али су се оба, у другој половини 7. и почетком 8. века, ослободили кинеске власти. Западни каганат престао је да постоји када су Тургеши 740. успоставили своју власт у Седморечју, а Источни пошто су Ујгури 745. загосподарили делом централне Азије. Државу Ујгура срушили су 840. Киргизи.

### Туркијци Огузи
У западном Туркестану до Каспијског мора развила се у 8—9. веку држава Туркијаца Огуза. Они долазе у додир са Персијанцима и Арабљанима од којих примају ислам, постепено се шире према западу, масовно насељавају Малу Азију и Средњи исток и најзад се у 10. веку уједињују са Турцима Селџуцима и стварају снажну феудалну државу од Босфора до Туркестана.